# Muzykalnaja istorija
Muzykalnaja istorija (em russo:  Музыкальная история; bra: O Cantor de Leningrado) é um filme de comédia musical soviético de 1940 dirigido por Aleksandr Ivanovsky e Gerbert Rappaport.

## Enredo
O filme fala sobre o taxista Petya Govorkov (Sergei Lemeshev), que ensaia o papel de Lensky na ópera local. Seus talentos são muito apreciados pelo cantor e maestro Makedonsky (Nikolai Konovalov), mas como Petya sai para estudar no conservatório, ele briga com a namorada Klava Belkina (Zoya Fyodorova), tera Cabbie Tarahkanov (Erast Garin) tentará separar o casal a todo custo. Em sua noite de estreia, ela o ouve cantando no rádio, será que eles dois voltaram?

## Elenco
- Sergei Lemeshev como Petya Govorkov
- Zoya Fyodorova como Klava Belkina
- Nikolai Konovalov como Maestro Makedonsky (como N. Konovalov)
- Erast Garin como Cabbie Tarahkanov
- Anatoly Korolkevich como Pankov (Cabbie cantando 'Onegin')
- Anna Sergeyeva como Natenka (Cabbie cantando 'Olga')
- Leontina Dyomina como Babá (sem créditos)